# Nelia (plante)
Pour les articles homonymes, voir Nelia.
Genre
Classification phylogénétique
Nelia est un genre de plantes de la famille des Aizoaceae, décrit en 1928 par Gustav Schwantes et baptisé en l'honneur de Gert Cornelius Nel (1885-1950). Son espèce type est Nelia meyeri Schwantes.

## Liste des espèces
- Nelia meyeri Schwantes
- Nelia pillansii Schwantes
- Nelia robusta Schwantes
- Nelia schlechteri Schwantes